# Vasileios Spanoulis
Vassilis Spanoulis (Larissa, 7 de agosto de 1982) es un exjugador y entrenador de baloncesto griego. Con 1,93 metros de altura, jugaba en la posición de base. Es el actual entrenador del AS Monaco, que participa en la LNB Pro A y la Euroliga.
Pasó la mayor parte de su carrera en la liga griega. Fue seleccionado en la segunda ronda del draft de la NBA de 2004 por los Dallas Mavericks, pero debutó en la NBA en la temporada 2006-07 con los Houston Rockets. Junto con Toni Kukoč es el único jugador europeo de la historia en ser nombrado en 3 ocasiones Jugador Más Valioso MVP de la Final Four de la Euroliga. Además, junto a Dimitris Diamantidis, Nando De Colo y Luka Dončić, es uno de los pocos jugadores europeos de la historia en ser nombrado el mismo año (2013) MVP de la Euroliga y MVP de la Final Four de la Euroliga.

## Trayectoria

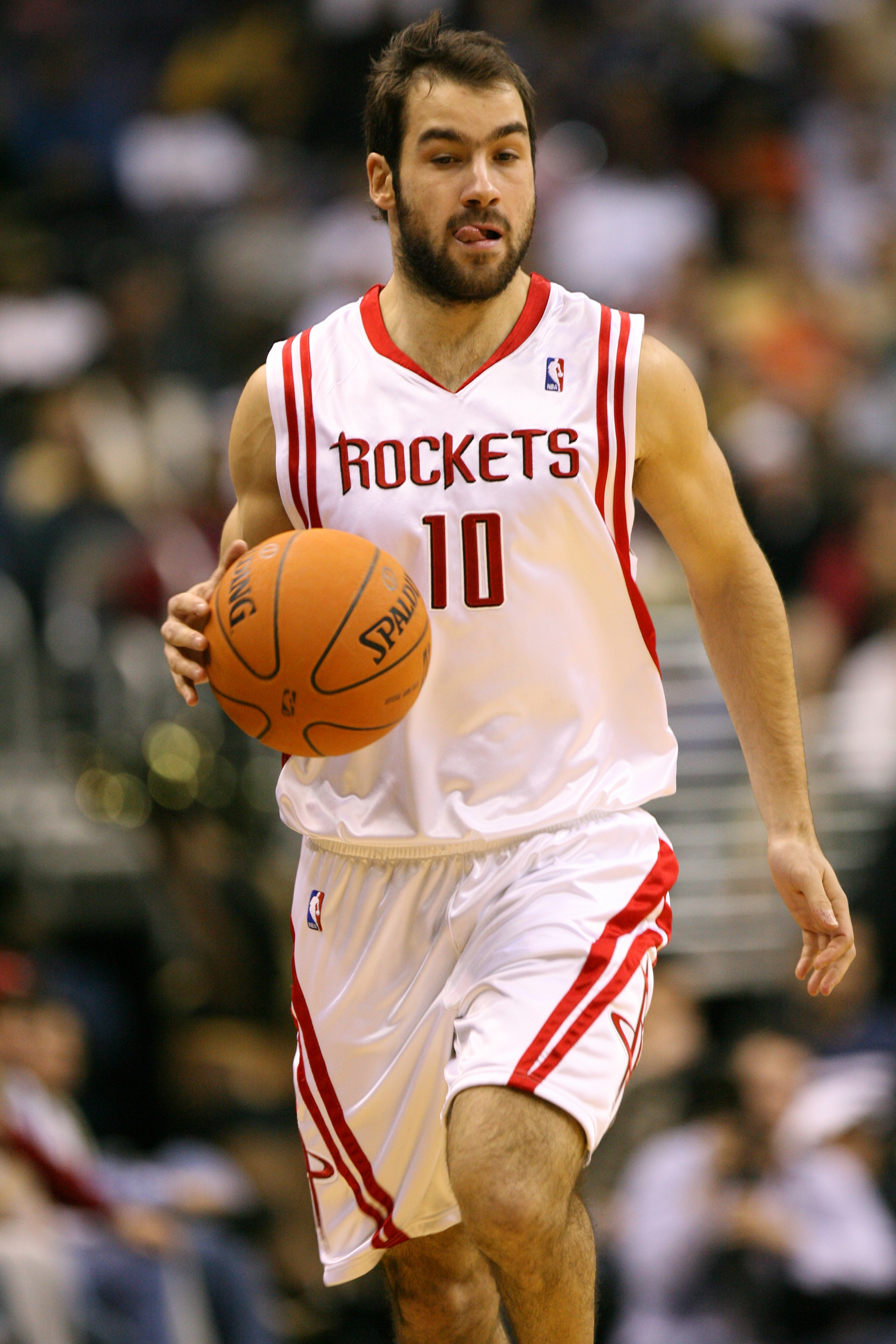
Spanoulis en su etapa como jugador de los Houston Rockets.

### Profesional

#### Grecia
Spanoulis inició su carrera como jugador de baloncesto en los equipos juveniles del Keravnos Larissa. Debutó profesionalmente con el Larissa en la A2 Ethniki griega durante la temporada 1999-00. Dos años más tarde firmó un contrato con el Maroussi BC de Atenas donde permaneció hasta que en 2005 fue contratado por el Panathinaikos BC de Atenas, equipo con el que llegó a proclamarse campeón de la máxima división del baloncesto heleno.
En junio de 2004, fue elegido en la segunda ronda del Draft de la NBA de 2004 por Dallas Mavericks, pero prefirió seguir jugando en Grecia.

#### NBA
En julio de 2006, tras un acuerdo entre el Panathinaikos y los Houston Rockets, ficha por estos últimos en un acuerdo por 3 temporadas. El contrato valorado en 6 millones de dólares fue posible gracias a que los Rockets habían previamente adquirido los derechos para jugar en la NBA del jugador en un cambio con los Mavericks por el que ellos concedían los del jugador Luis Flores (número 50 del Draft de 2004) a estos últimos.
Un año después, tras una temporada en la que dispuso de pocas oportunidades (una media de ocho minutos en una treintena de partidos), regresa a Europa para jugar de nuevo en el Panathinaikos.

#### Regreso a Grecia
El 19 de agosto de 2007, tras haber sido traspasado días antes de Houston Rockets a San Antonio Spurs, es cortado por los Spurs, dándole la oportunidad de retornar a Europa y firmar el mayor contrato del año en Grecia, un contrato trianual de 5,5 millones de euros netos además de pagarle el Panathinaikos a los Spurs una indemnización de 1.000.000 euros.
En el verano de 2010 se pasa al eterno rival y firma un contrato de tres años con Olympiacos Piraeus de 13,2 millones de euros brutos y 7,2 millones de euros netos libres de impuestos. 
En la temporada 2012-13, en la que es nombrado mejor jugador de la Euroleague y de su Final Four, fue el cuarto baloncestista mejor pagado de Europa, superado solo por Nenad Krstić, Rudy Fernández y Juan Carlos Navarro.
El 11 de julio de 2020, renueva con Olympiacos, por un año y 600.000 euros de contrato de cara a la temporada 2020-21.

### Selección nacional

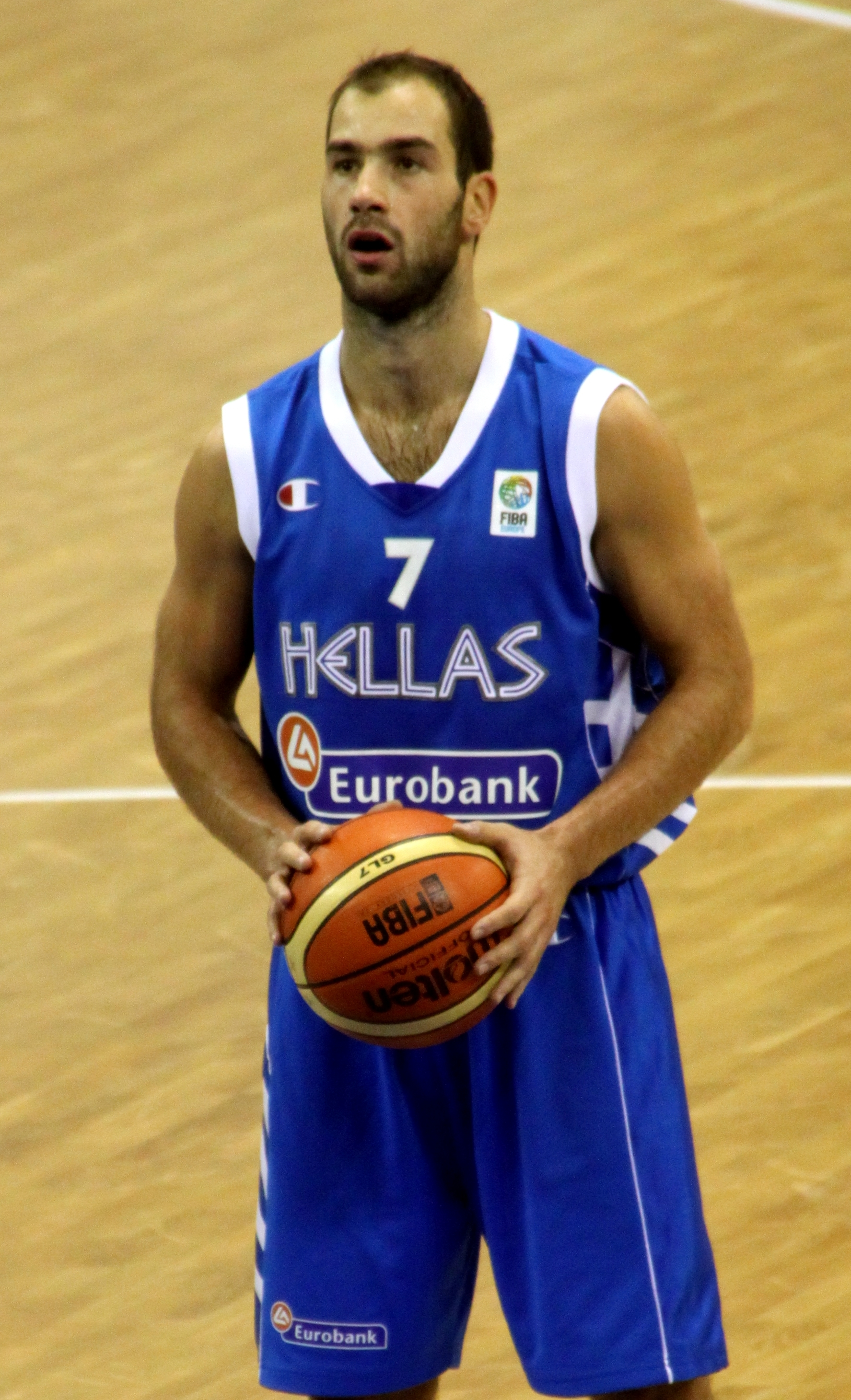
Spanoulis con Grecia en 2009.

Spanoulis fue miembro destacado de la selección nacional griega que participó en las olimpiadas de Atenas en el 2004, de la Campeona de Europa en el EuroBasket de 2005, así como de la que se proclamó Subcampeona del Mundo en el mundial de Japón en 2006. Fue el máximo anotador de su selección y el factor decisivo en la histórica victoria contra Estados Unidos en las semifinales de dicho torneo, con 22 puntos anotados, ante el asombro del seleccionador estadounidense Mike Krzyzewski que, en la rueda de prensa posterior afirmó: "Nos ha matado el número 7", en referencia a Spanoulis.
Luego también participó en el Torneo Preolímpico FIBA 2008, en los JJOO de Pekín cayendo en cuartos de final, y en el Torneo Preolímpico FIBA 2012.
Antes consiguió el bronce en el EuroBasket de Polonia 2009 con la selección griega. También fue elegido como uno de los integrantes del mejor "quinteto" de dicho EuroBasket, al promediar 14,1 puntos por partido. 
Disputó el Mundial de 2010, donde promedió 13,7 puntos por partido.
En el EuroBasket 2013, a pesar de disputarlo con una lesión en el tobillo, fue el tercero en anotación del torneo con 16,7 puntos por encuentro.
En el EuroBasket 2015, lideró al combinado griego en puntos y asistencias por partido, quedando en quinta posición. Tras el torneo, el 17 de septiembre de 2015, anunció su retirada de la selección nacional siendo el jugador griego que más puntos ha anotado en todos los torneos en los que ha participado, desde 2006.

### Entrenador
En junio de 2022 firmó como entrenador del Peristeri BC de la A1 Ethniki. Al término de su segunda temporada fue nombrado Entrenador del año de la Basketball Champions League .
En noviembre de 2024 y tras el despido de Sasa Obradovic, fue nombrado entrenador principal del AS Monaco de la LNB Pro A para las dos próximas temporadas.

#### Seleccionador
El 2 de octubre de 2023, mientras todavía entrenaba al Peristeri, fue nombrado seleccionador nacional de la selección griega.
Debutó con Grecia en encuentro oficial el 23 de febrero de 2024 ante la República Checa, en un encuentro clasificatorio para el EuroBasket de 2025. Entre julio y agosto de 2024 disputó los Juegos Olímpicos de París, finalizando en octava posición.

## Estadísticas de su carrera en la NBA

### Temporada regular
| Año     | Equipo  | PJ | PT | MPP | %TC  | %3P  | %TL  | RPP | APP | ROB | TPP | PPP |
| ------- | ------- | -- | -- | --- | ---- | ---- | ---- | --- | --- | --- | --- | --- |
| 2006-07 | Houston | 31 | 0  | 8.8 | .319 | .172 | .810 | .7  | .9  | .2  | .0  | 2.7 |
| Total   | Total   | 31 | 0  | 8.8 | .319 | .172 | .810 | .7  | .9  | .2  | .0  | 2.7 |

### Playoffs
| Año   | Equipo  | PJ | PT | MPP | %TC  | %3P  | %TL   | RPP | APP | ROB | TPP | PPP |
| ----- | ------- | -- | -- | --- | ---- | ---- | ----- | --- | --- | --- | --- | --- |
| 2007  | Houston | 1  | 0  | 3.0 | .500 | .000 | 1.000 | 1.0 | 1.0 | .0  | .0  | 4.0 |
| Total | Total   | 1  | 0  | 3.0 | .500 | .000 | 1.000 | 1.0 | 1.0 | .0  | .0  | 4.0 |

### Euroliga
| Año     | Equipo        | PJ  | PT  | MPP  | %TC  | %3P  | %TL  | RPP | APP | ROB | TPP | PPP  |      |
| ------- | ------------- | --- | --- | ---- | ---- | ---- | ---- | --- | --- | --- | --- | ---- | ---- |
| 2005–06 | Panathinaikos | 23  | 3   | 27.8 | .534 | .368 | .780 | 2.0 | 3.1 | 1.4 | .0  | 14.6 | 15.5 |
| 2007–08 | Panathinaikos | 20  | 5   | 27.8 | .444 | .355 | .750 | 2.6 | 2.7 | 1.3 | .0  | 11.3 | 11.1 |
| 2008–09 | Panathinaikos | 19  | 9   | 25.6 | .413 | .309 | .879 | 2.4 | 3.5 | 1.2 | .0  | 10.5 | 11.4 |
| 2009–10 | Panathinaikos | 14  | 6   | 25.3 | .398 | .277 | .845 | 1.5 | 3.6 | 1.1 | .0  | 10.3 | 9.7  |
| 2010–11 | Olympiacos    | 20  | 17  | 29.5 | .444 | .347 | .852 | 1.8 | 4.3 | 1.1 | .1  | 14.2 | 14.3 |
| 2011–12 | Olympiacos    | 21  | 19  | 29.8 | .479 | .386 | .827 | 2.0 | 4.0 | .7  | .1  | 16.7 | 16.0 |
| 2012–13 | Olympiacos    | 31  | 31  | 30.0 | .397 | .321 | .782 | 2.2 | 5.5 | .9  | .0  | 14.7 | 15.1 |
| 2013–14 | Olympiacos    | 26  | 26  | 28.1 | .430 | .344 | .738 | 2.0 | 4.6 | .4  | .0  | 15.1 | 13.0 |
| 2014–15 | Olympiacos    | 26  | 26  | 28.1 | .396 | .333 | .759 | 1.8 | 5.5 | .8  | .1  | 14.4 | 14.4 |
| 2015–16 | Olympiacos    | 20  | 20  | 26.9 | .318 | .260 | .706 | 1.5 | 5.4 | .4  | .0  | 11.2 | 8.6  |
| 2016–17 | Olympiacos    | 33  | 32  | 26.8 | .396 | .315 | .759 | 1.7 | 6.1 | .6  | .0  | 12.6 | 11.9 |
| 2017–18 | Olympiacos    | 24  | 24  | 26.3 | .396 | .315 | .817 | 1.5 | 5.6 | .7  | .0  | 14.0 | 11.9 |
| 2018–19 | Olympiacos    | 25  | 14  | 22.1 | .382 | .331 | .712 | 1.8 | 5.1 | .4  | .0  | 10.2 | 9.0  |
| 2019–20 | Olympiacos    | 22  | 20  | 24.6 | .410 | .286 | .807 | 1.2 | 4.6 | .4  | .0  | 11.3 | 9.7  |
| 2020–21 | Olympiacos    | 34  | 2   | 17.6 | .458 | .283 | .644 | 1.5 | 2.7 | .6  | .0  | 6.4  | 4.7  |
| Total   | Total         | 328 | 252 | 27.1 | .412 | .321 | .779 | 1.8 | 4.5 | .8  | .0  | 12.4 | 12.4 |

## Palmarés
Selección griega
- en el Campeonato de Europa Sub-18 del 2000.
- en el Campeonato de Europa Sub-20 del 2002.
- en el EuroBasket de 2005.
- en el campeonato del mundo de Japón en 2006.
- en el EuroBasket de 2009.

Clubes
- Campeón de la Liga Griega en 2006, 2008, 2009, 2010 con el Panathinaikos BC.
- Campeón de la Liga Griega en 2012, 2015 y 2016 con el Olympiacos BC.
- Campeón de la Copa de Grecia en 2006, 2008, 2009 con el Panathinaikos BC.
- Campeón de la Copa de Grecia en 2011 con el Olympiacos BC.
- Campeón de la Euroliga en la temporada 2008-09 con el Panathinaikos BC.
- Campeón de la Euroliga en la temporada 2011-12 y 2012-13 con el Olympiacos BC.
- Campeón Copa Intercontinental de Baloncesto en 2013 con el Olympiacos BC.

### Logros individuales
- Mejor jugador joven de Grecia (2003).
- Jugador más mejorado de Grecia (2004).
- 5 vez MVP de Grecia (2005, 2006, 2009, 2012, 2016).
- 4 vez MVP de la Final de la Grecia (2006, 2008, 2015, 2016)
- 5 veces elegido en el segundo quinteto ideal de la Euroliga 2005-06,[21] 2008-09,[22] y 2010-11 y 2013-14 y 2017-18
- 3 veces elegido en el primer quinteto ideal de la Euroliga 2011-12, 2012-13, 2012-13.
- 10 veces elegido en el primer  quinteto ideal de la Liga Griega 2005, 2006, 2008, 2009, 2011, 2012, 2013, 2015, 2016, 2017.
- 3 veces elegido MVP de la Final Four de la Euroliga 2009,[22] 2012 y 2013
- El mejor quinteto de EuroBasket de 2009.
- Atleta mejor los Balcanes de 2009.
- 10 veces elegido en el All-Star de la liga HEBA de Grecia en 2005, 2006, 2008, 2009, 2010, 2011, 2013, 2014, 2018, 2019.
- Jugador del año de toda Europa de (2012, 2013).
- MVP de la Euroliga de 2013.
- MVP de la Copa Intercontinental de Baloncesto de 2013.
- Euroleague.net nombrado el jugador más destacado en la historia de la Euroliga: 2017
- Máximo goleador de la final de la Copa de Grecia: 2018
- Nombrado uno de los 25 mejores jugadores masculinos de los Juegos Olímpicos de verano desde 1992 (desde que los jugadores de la NBA podían jugar en los Juegos Olímpicos): 2020
- Votado como uno de los mejores 5 jugadores nacionales griegos de la era 2000-2020 del FIBA EuroBasket: 2020
- Votado como uno de los mejores 5 jugadores de FIBA EuroBasket en general de la era 2000-2020: 2020
- Elegido mejor jugador de la Euroliga de la década de 2010 por Eurohoops.net: 2020
- Jugador de la Década de la Euroliga 2010-20: 2020
- # 1 de todos los tiempos en puntos totales anotados en la liga profesional griega
- # 1 de todos los tiempos en asistencias profesionales en la Liga Griega Profesional
- # 2 de todos los tiempos en la carrera de triples en la Liga Profesional Griega
- Su dorsal #7 fue retirado por Olympiacos en septiembre de 2023.[23]